# Предпроизводство
Предпроизводство — процесс подготовки к созданию фильма, музыкального произведения, рекламного ролика и любого другого произведения.

## В киноиндустрии
В киноиндустрии предпроизводство — стадия, предшествующая непосредственно съёмкам фильма. Конец этой стадии означает, что сценарий уже написан, актёры подобраны, костюмы сшиты. На этой стадии подготавливается детальное расписание съёмок и создаются декорации.
Подготовительный период в кино включает в себя:
- Разработка постановочного проекта фильма;
- Режиссёрский сценарий с экспликациями;
- Эскизы декораций, комбинированных съёмок, костюмов, реквизита, грима, чертежи и описания к ним;
- Съёмочные карты и операторские экспликации;
- Зарисовки кадров;
- Монтажно-технические разработки;
- Фотоматериалы, характеризующие изобразительную сторону картины;
- Звуковая экспликация фильма;
- Календарно-постановочный план;
- Генеральная смета;
- Выбор мест натурных съёмок;
- Подбор актёров и проведение предварительных репетиций;
- Заготовка постановочных средств;
- Утверждение постановочного проекта фильма.

## Музыкальное предпроизводство
В музыке предпроизводство означает стадию, на которой композитор или продюсер создаёт демо-версию песни перед тем, как записывать её на студии. На этой стадии автор заканчивает работу над аранжировками и воплощает своё конечное видение произведения. Такой подход широко используется как независимыми исполнителями, так и продюсерами, ведь он позволяет существенно сэкономить время и деньги, уходящие на аренду дорогой студии.
Создание музыкального проекта с использованием стадии музыкального предпроизводства стало доступно в последние десятилетия в связи с развитием индустрии звукозаписи. Сейчас звукозаписывающее оборудование стало доступно практически каждому, так что многие музыканты создают у себя дома маленькие project-студии. Изменился и облик музыкантов: современные условия требуют того, чтобы каждый музыкант обладал минимальными знаниями по звукорежиссуре. Обычно музыканты учатся делать домашние демозаписи либо для того, чтобы заинтересовать рекорд-лейбл, либо, чтобы к моменту записи песни на профессиональной студии весь проект был детально продуман.